# Johannes Bolte
Johannes Bolte (* 11. Februar 1858 in Berlin; † 25. Juli 1937 ebenda) war ein deutscher Literaturwissenschaftler, Volkskundler und Erzählforscher.

## Leben
Nach dem Studium in Berlin und Leipzig und der Promotion über Homer (Berlin 1882) wirkte Bolte von 1880 bis 1923 als Gymnasiallehrer in Berlin. Seit seinem Studium war er Mitglied des Klassisch-Philologischen Vereins Leipzig im Naumburger Kartellverband. Von 1902 bis 1910 gab er die Zeitschrift des Vereins für Volkskunde heraus, 1918 bis 1930 war er Vorsitzender des Berliner Vereins für Volkskunde. 1920 wurde ihm die Leibnizmedaille verliehen, 1914 wurde er korrespondierendes Mitglied der Göttinger Akademie der Wissenschaften und 1922 ordentliches Mitglied der Preußischen Akademie der Wissenschaften. 1929 verlieh ihm die TH Danzig den Ehrendoktortitel.
Die stoff- und motivgeschichtlichen Recherchen Johannes Boltes sind in der Weite des Blicks bis heute unerreicht. Sein extrem umfangreiches Gesamtwerk erwies ihn „als den seine Epoche überragenden vergleichenden Literatur-, Stoff- und Motivforscher“ (Hannjost Lixfeld). Er veröffentlichte die mit dem Slawisten Georg Polívka verfassten monumentalen Anmerkungen zu den Kinder- und Hausmärchen der Brüder Grimm (fünf Bände, 1913–1932), abgekürzt „BP“, sowie das (zusammen mit Lutz Mackensen) herausgegebene Handwörterbuch des deutschen Märchens (zwei Bände, 1930–1940).
Bolte war auch Mitglied der Arbeitskommission zur Erstellung des Volksliederbuches für Männerchor, 1904–1906, des ersten sogenannten Kaiserliederbuches.
Ende des 19. Jahrhunderts erwarb Georg Friedrich Bolte das Haus Oranienplatz 15 (historische Adresse: Elisabethufer 37), worin er und seine Familie, wie auch Johannes Bolte, späterhin mit Frau Margarete (geb. Pompe) und Tochter Dorothea wohnten. Die Tochter Anna Caroline Dorothea Bolte (1892–1940) wurde im Rahmen der „Aktion T4“ in der „T4“-Anstalt zu Brandenburg/Havel mit Giftgas ermordet.

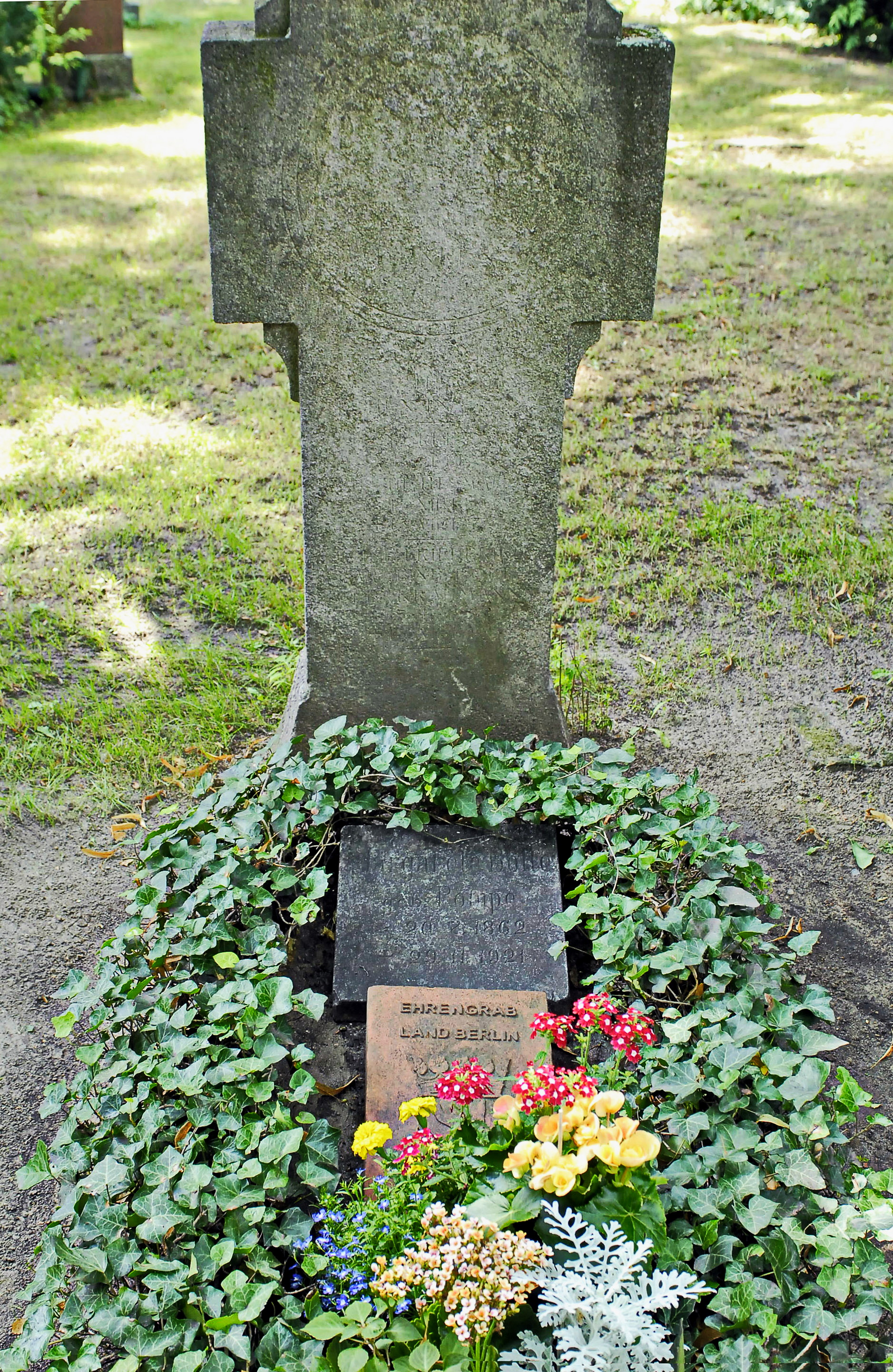
Ehrengrab von Johannes Bolte auf dem St.-Jacobi-Friedhof, Berlin-Neukölln (2007)

Bolte wurde auf dem Alten Friedhof der St.-Jacobi-Kirchengemeinde bestattet. Sein Grab war bis zum Jahr 2014 als Ehrengrab in Berlin gewidmet. Der Spandauer Bolteweg erinnert noch heute an ihn.

## Veröffentlichungen (Auswahl)
- De monumentis ad Odysseam pertinentibus capita selecta. Dissertatio inauguralis philologica. Universitas Friderica Guilelma. Typis expressit G. Pormetter, Berolini 1882
- Die Sultanstochter im Blumengarten. In: Zeitschrift für deutsches Altertum. Band 34, 1890, S. 18–31.
- Name und Merkmale des Märchens, Ausgabe Helsinki 1920. Digitalisat des Exemplars der Universitäts- und Landesbibliothek Düsseldorf
- Zeugnisse zur Geschichte der Märchen, Ausgabe Helsinki 1921. dito

## Herausgeber
- Alte flämische Lieder. Im Urtext mit den Singweisen. Insel Verlag, Leipzig 1941 (Insel-Bücherei 290/1).
- mit Wilhelm Seelmann-Eggebert: Niederdeutsche Schauspiele älterer Zeit. Diedrich Soltau’s Verlag, Norden und Leipzig 1895.

## Belege
1. ↑  M. Göbel, A. Kiock, Richard Eckert (Hrsg.): Verzeichnis der Alten Herren und Ehrenmitglieder des Naumburger Kartell-Verbandes Klassisch-Philologischer Vereine an deutschen Hochschulen, A. Favorke, Breslau 1913, S. 20.
2. ↑  Holger Krahnke: Die Mitglieder der Akademie der Wissenschaften zu Göttingen 1751–2001 (= Abhandlungen der Akademie der Wissenschaften zu Göttingen, Philologisch-Historische Klasse. Folge 3, Bd. 246 = Abhandlungen der Akademie der Wissenschaften in Göttingen, Mathematisch-Physikalische Klasse. Folge 3, Bd. 50). Vandenhoeck & Ruprecht, Göttingen 2001, ISBN 3-525-82516-1, S. 44.
3. ↑  Mitglieder der Vorgängerakademien. Johannes Bolte. Berlin-Brandenburgische Akademie der Wissenschaften, abgerufen am 24. Februar 2015.

| Personendaten    | Personendaten                                                       |
| ---------------- | ------------------------------------------------------------------- |
| NAME             | Bolte, Johannes                                                     |
| KURZBESCHREIBUNG | deutscher Literaturwissenschaftler, Volkskundler und Erzählforscher |
| GEBURTSDATUM     | 11. Februar 1858                                                    |
| GEBURTSORT       | Berlin                                                              |
| STERBEDATUM      | 25. Juli 1937                                                       |
| STERBEORT        | Berlin                                                              |